# Trioceros bitaeniatus
Trioceros bitaeniatus là một loài thằn lằn trong họ Chamaeleonidae. Loài này được Fischer mô tả khoa học đầu tiên năm 1884.